# Lichenostigma alpinum
Lichenostigma alpinum is een korstmosparasiet die behoort tot de orde Lichenostigmatales. Het leeft parasitair op Cladonia.

## Kenmerken
De conidia zijn hoofdzakelijk 10-15 × 8,5-11 µm groot en bestaan uit 8-17 cellen (in optische doorsnede 6-10 cellen).

## Verspreiding
In Nederland komt het Lichenostigma alpinum zeer zeldzaam voor.